# 미국 인본주의 협회
미국 인본주의 협회 또는 미국 인문주의 협회(American Humanist Association, AHA)는 미국의 비영리 조직으로 세속적 인본주의를 발전시킨다.
미국 인본주의 협회는 1941년에 설립되었으며 현재 세속적 소수자와 종교적 소수자의 헌법상 권리를 보호하기 위한 법률 지원을 제공하고, 미국 의회에 정교분리 및 기타 사안에 대해 로비하고, 풀뿌리 운동의 일환으로 250개 지역 지부 및 분회를 유지하며 사회운동 및 지역사회 건설 행사에 참여한다. AHA는 더 휴머니스트, 프리 마인드, 동료 평가를 받은 학술지 Essays in the Philosophy of Humanism, TheHumanist.com 등 여러 간행물을 발행한다. 협회는 회원 수가 34,000명 이상이라고 밝힌다.

## 역사
1927년, 시카고에서 열린 모임에서 "휴머니스트 펠로우십"이라는 조직이 설립되었다. 1928년, 펠로우십은 H.G. 크릴을 초대 편집장으로 하여 뉴 휴머니스트 잡지 발행을 시작했다. 뉴 휴머니스트는 1928년부터 1936년까지 발행되었다. 첫 인본주의 선언문은 1933년 시카고 대학교에서 열린 회의에서 발표되었다. 서명자에는 존 듀이가 포함되었지만, 대다수는 목사(주로 유니테리언)와 신학자였다. 그들은 인본주의를 이성, 윤리, 사회 및 경제 정의를 옹호하는 이념으로 규정했다.
1935년까지 휴머니스트 펠로우십은 미국 최초의 인본주의 전국 협회인 "휴머니스트 출판 협회"가 되었다.
1939년 7월, 1933년 인본주의 선언문에 영감을 받은 퀘이커교 신자들은 종교적, 교육적, 자선적 비영리 단체로서 휴머니스트 프렌즈 협회를 설립하고 자체적으로 교회를 설립하고 목회자를 훈련 및 서임할 권한을 부여받았다. 서임된 목회자는 전통적인 유신론적 종교의 사제, 목사, 랍비에게 법률로 부여된 것과 동일한 권리와 특권을 부여받았다.
1952년, AHA는 네덜란드 암스테르담에서 국제 인본주의 윤리 연합 (IHEU)의 창립 멤버가 되었다.
1991년, AHA는 현재 세속 결혼 주례자 프로그램을 운영하는 종교적 인본주의 단체인 인본주의 학회를 인수했다.
회원 수는 논란의 여지가 있지만, 듀페와 올슨은 "분명히 50,000명 미만"이라고 주장했다. AHA는 페이스북에 575,000명 이상의 팔로워를, 트위터에 42,000명 이상의 팔로워를 보유하고 있다.

## 부속 및 계열 단체
AHA는 다양한 인본주의 계열 및 부속 단체를 감독하는 조직이다.

### 흑인 인본주의 연맹
미국 인본주의 협회의 흑인 인본주의 연맹은 2016년 새로운 "사회 정의를 위한 이니셔티브"의 일환으로 설립되었다. 페미니스트 인본주의 연맹 및 LGBT 인본주의 연맹과 마찬가지로 흑인 인본주의 연맹은 흑인 공동체가 직면한 문제를 해결하기 위해 교차성 접근 방식을 사용한다. 그 사명서에 따르면, BHA는 "공공 정책에서의 종교적 헤게모니 표현에 대처하는 것에 관심을 기울이지만, 수세기 동안 문화적으로 뿌리 깊은 편견으로 인해 흑인 미국에 불균형적으로 영향을 미치는 사회적, 경제적, 정치적 박탈에 대처하는 데에도 전념한다."

### 페미니스트 인본주의 연맹
미국 인본주의 협회의 페미니스트 인본주의 연맹 (이전 명칭: 페미니스트 코커스)은 1977년 AHA 내의 여성과 남성 연합으로 설립되어 사회 모든 측면에서 여성 인권과 성평등 증진을 위해 노력해왔다. 원래 여성 코커스라고 불렸으나, 1985년에 코커스의 모든 구성원과 목표를 더 잘 나타내기 위해 새 이름으로 채택되었다. 수년 동안 코커스 회원들은 평등권 수정헌법 통과를 옹호하고 여성 및 시민권 행진을 포함한 다양한 공개 시위에 참여했다. 1982년, 코커스는 연례 인본주의 영웅상(Humanist Heroine Award)을 제정했으며, 첫 번째 상은 소니아 존슨에게 수여되었다. 수상자로는 티쉬 솜머스, 크리스틴 크래프트, 프랜 호스켄 등이 있다. 2012년 코커스는 "ERA 통과에 다시 집중하기"와 "세계 인권 선언 증진"이라는 두 가지 주요 노력에 집중할 것이라고 발표했다.
2016년, 페미니스트 코커스는 더 큰 "사회 정의를 위한 이니셔티브"의 일환으로 페미니스트 인본주의 연맹으로 재조직되었다. 웹사이트에 명시된 바와 같이, "비전의 정교화"는 "명확하게 포괄적인 페미니스트 목표를 가진 아웃리치 프로그램 및 사회 정의 캠페인과의 FHA의 보다 적극적인 파트너십"을 강조했다. 현재 목표는 "여성, 트랜스젠더, 젠더퀴어 사람들을 위한 사회 정의를 위해 투쟁하는 운동을 제공하는 것"이다. 우리는 지역 및 국가 수준에서 활동가와 동맹을 위한 포괄적이고 다양한 공간을 만들기 위해 단결한다.

### LGBTQ 인본주의 연맹
미국 인본주의 협회의 LGBTQ 인본주의 연맹 (이전 명칭: LGBT 인본주의 협의회)은 레즈비언, 게이, 양성애자, 트랜스젠더 사람들과 그 가족을 위한 평등 증진에 전념한다. 연맹은 "안전하고 인정적인 공동체를 육성하고, 인본주의 가치를 증진하며, LGBTQ 사람들의 완전한 평등과 사회적 해방을 달성하려고 한다."
흑인 인본주의 연맹과 페미니스트 인본주의 연맹에 이어, 협의회는 2016년에 AHA의 더 큰 "사회 정의를 위한 이니셔티브"의 일환으로 LGBTQ 인본주의 연맹으로 개편되었다.

### 재난 복구
2014년, 미국 인본주의 협회(AHA)와 파운데이션 비욘드 빌리프 (FBB)는 각 자선 프로그램인 휴머니스트 자선단체(2005년 설립)와 휴머니스트 위기 대응(2011년 설립)을 합병했다. AHA의 전무이사 로이 스펙하르트는 "이 합병은 인본주의 공동체의 구호 활동을 확대하는 긍정적인 움직임이다. 최종 결과는 자선 활동에 더 많은 자금이 투입되어 비신앙인이 자선 활동에 기부하지 않는다는 잘못된 주장을 불식시키는 것"이라고 논평했다.
이제 파운데이션 비욘드 빌리프의 재난 복구 프로그램으로, 이 노력은 전 세계의 주요 자연 재해 및 복잡한 인도주의 위기에 대한 인본주의적 대응의 중심 역할을 한다. 이 프로그램은 재정 지원과 훈련된 인본주의 자원봉사자를 조정하여 피해 지역사회를 돕는다. 재난 복구 프로그램은 FBB와 AHA 간의 지속적인 파트너십을 통해 유지되며, 공동체의 노력이 중앙 집중화되고 효율적임을 보장한다.
2014년부터 2018년까지 인본주의 재난 복구는 시리아 난민 위기, 미국 국경의 난민 아동, 열대성 사이클론 샘, 네팔과 에콰도르 지진, 아이티의 허리케인 매튜, 어마 및 마리아 허리케인 피해자들을 위해 25만 달러 이상을 모금했다. 복구 노력에 대한 보조금 외에도 자원봉사자들은 주택과 학교를 재건하는 데 도움을 주었다. (사우스캐롤라이나주 컬럼비아에서는 허리케인 호아킨의 영향으로, 루이지애나주 덴햄 스프링스에서, 허리케인 하비로 인한 홍수 피해를 입은 텍사스주 휴스턴에서.)

### 앱피냐니 휴머니스트 법률 센터
협회는 2006년 압피냐니 인본주의 법률 센터(AHLC)를 설립하여 법정에서 인본주의자들의 헌법적 권리를 대변하도록 했다. 법정 조언자 활동, 소송, 법률 옹호를 통해 짐 맥콜럼, 웬디 카미너, 마이클 뉴다우를 포함한 협력 변호사 팀이 국교 수립 금지 조항의 위반으로 간주되는 행위에 이의를 제기함으로써 법률 지원을 제공한다.
- AHLC의 첫 독립 소송은 2006년 11월 29일 플로리다 남부지구 미국 지방법원에 제기되었다. 수석 변호사를 맡은 AHLC 변호사 제임스 헐리는 투표소가 플로리다주 델레이 비치에 있는 교회에 위치한 원고 제리 라비노비츠를 대리하여 팜비치 카운티 선거 관리관을 상대로 소송을 제기했다. 교회에는 "신과 함께 변화를 만들자"는 표어와 반낙태 포스터 등 다양한 종교적 상징물이 있었는데, AHLC는 이것이 국교 수립 금지 조항을 위반하는 것이라고 주장했다. 투표 구역 자체에서도 "라비노비츠는 선거 관리원 주변과 투표기 바로 위에서 많은 종교적 상징물을 보았으며, 증거로 제출될 사진을 찍었다."[26] 미국 지방법원 판사 도널드 M. 미들브룩스는 제리 라비노비츠가 교회에 투표소를 설치하는 것에 이의를 제기할 법률상 적격성이 없다고 판결하고 소송을 기각했다.[27]
- 2014년 2월, AHA는 제1차 세계 대전에서 사망한 메릴랜드주 프린스 조지 카운티 주민 49명을 기리는 전쟁 기념비인 블레이든스버그 평화 십자가를 철거하기 위해 소송을 제기했다. AHA는 이 기념비 근처를 "한 달에 한 번 정도" 운전해 지나가는 로위 씨와 전 AHA 전무 이사인 프레드 에드워즈를 대리했다.[28][29] AHA는 공공 재산에 기독교 종교 상징물이 있는 것은 정부의 종교 설립을 금지하는 수정헌법 제1조를 위반한다고 주장했다. 시 관계자들은 이 기념비가 지역 주민들에게 역사적, 애국적 중요성을 가지고 있다고 생각한다.[29][30]
- 2014년 3월, 한 남부 캘리포니아 여성은 AHA가 시의회에 연락하여 시 소유 재산에 있는 십자가가 "심각한 헌법 위반"이라고 주장한 후, 19세 아들이 사망한 고속도로 진입로 근처에 있던 도로변 기념비를 마지못해 철거했다.[31]
- AHLC는 매사추세츠주 헌법의 평등권 수정안이 충성의 맹세에 "신 아래"라는 문구가 포함되어 있기 때문에 매일 의무적으로 맹세를 암송하는 것을 금지한다고 주장한 무신론자 가정을 대리했다. 2012년 11월 매사추세츠 주대법원은 2013년 초에 구두 변론을 진행할 수 있도록 직접 항소를 허용했지만,[32] 2014년 5월 매사추세츠 주대법원은 만장일치로 미국 충성의 맹세에서 "신 아래"라는 문구를 매일 암송하는 것이 매사추세츠 헌법에 따른 원고의 평등 보호권을 위반하지 않는다고 판결했다.
- 2015년 2월, 뉴저지 고등법원 판사 데이비드 F. 바우만은 충성의 맹세에 이의를 제기한 소송을 기각하며 "...충성의 맹세는 신을 믿지 않는 사람들의 권리를 침해하지 않으며, 애국적인 메시지에서 삭제할 필요가 없다."고 판결했다.[33] 21쪽짜리 판결문에서 바우만은 다음과 같이 썼다. "협회 회원들의 논리에 따르면, (회원들이) 인지된 무신론적 소외에 대해 구제책을 찾는 바로 그 헌법 자체도 위헌으로 간주될 수 있으며, 이는 (협회 회원들이) 여기에서 주장할 수 없는 불합리한 주장이다."[33]

## 광고 캠페인
미국 인본주의 협회는 다양한 광고 캠페인으로 언론의 주목을 받았다. 2010년, AHA의 캠페인은 미국 무신론자와 종교로부터의 자유 재단의 유사한 광고 캠페인보다 비용이 더 많이 들었다고 한다.
2008년에는 워싱턴 D.C.의 버스에 "왜 신을 믿나? 선을 위해 선행을 하라"는 광고를 게재했고, 2009년부터는 전국적으로 옥외 광고판 광고비를 지불했다. "신은 없다...문제없다"는 광고판은 반복적으로 훼손되었다.
2010년에는 인본주의를 홍보하는 또 다른 광고 캠페인을 시작했는데, 뉴욕 타임스는 이를 "텔레비전과 케이블에 광고를 포함시킨 첫 번째 (무신론자 캠페인)"라고 보도했으며, CNN은 "신을 믿지 않는 단체가 진행한 사상 최대 규모의 광고 캠페인"이라고 보도했다. 이 캠페인은 성경에서 폭력적이거나 성차별적인 구절을 발췌하여 물리학자 알베르트 아인슈타인을 포함한 인본주의 사상가들의 인용문과 대비시켰으며, 대부분 제약 회사 임원 출신인 토드 스타이펠이 후원했다.
2011년 말에는 7개 도시(뉴저지주 키어니, 워싱턴 D.C., 로드아일랜드주 크랜스턴, 루이지애나주 배스트롭, 오리건주 오리건 시티, 텍사스주 칼리지 스테이션, 미시간주 로체스터 힐스)에 광고를 게시하는 연말 광고 캠페인을 시작했으며, 이 도시들은 AHA가 "무신론자들이 전통적인 신에 대한 믿음이 없다는 이유로 차별을 경험한" 곳이라고 밝혔다. 협회는 "그래, 버지니아, 신은 없어"라는 광고판을 포함한 캠페인에 20만 달러 이상을 지출했다.
2012년 11월, AHA는 새로운 웹사이트 KidsWithoutGod.com을 홍보하기 위해 전국적인 광고 캠페인을 시작했으며, "난 상상 속 친구를 사귀기엔 너무 나이가 많아" 및 "너만 그런 게 아니야"라는 슬로건을 사용했다. 이 캠페인에는 워싱턴 D.C.의 버스 광고, 아이다호주 모스코의 옥외 광고, 그리고 치즈버거, 판도라 라디오 등 웹사이트와 페이스북, 레딧, 구글, 유튜브에 온라인 광고가 포함되었다. 광고는 디즈니, 타임 포 키즈, 내셔널 지오그래픽 키즈에서 내용 때문에 거절되었다.

## 국가 이성의 날
국가 이성의 날은 2003년 미국 인본주의 협회와 워싱턴 지역 세속 인본주의자들이 제정했다. 국가 이성의 날은 세속주의자들을 위한 명절일 뿐만 아니라, 국가 기도의 날의 위헌성에 대한 대응으로 제정되었다. 행사를 주관하는 측에 따르면, 국가 기도의 날은 "미국 헌법 수정 제1조를 위반하는데, 이는 연방, 주, 지방 정부 기관에 세금이 지원되는 시간과 공간을 종교 의식에 할애하도록 요구하기 때문"이다. 국가 이성의 날과 관련된 여러 단체는 식량 기부와 헌혈을 조직했으며, 다른 단체들은 시청 회의에서 기도의 호소를 중단할 것을 요구했다. 또한 오클라호마 무신론자 및 미네소타 무신론자와 같은 다른 단체들은 국가 기도의 날의 대안으로 지역 세속 축제를 조직했다. 게다가 이들 무신론 단체와 관련된 많은 개인들은 공식적인 국가 기도의 날에 항의하는 것을 선택한다.

## 이성 집회
2012년, 미국 인본주의 협회는 이성 집회를 공동 후원했는데, 이는 워싱턴 D.C.에서 "미국 전역 및 해외에서 온 인본주의자, 무신론자, 자유 사상가, 비신앙인"들의 전국적 모임이었다. 내셔널 몰에서 열린 이 집회에는 리처드 도킨스, 제임스 랜디, 애덤 새비지, 학생 운동가 제시카 알퀴스트 등의 연설자가 참여했다. 허핑턴 포스트에 따르면 이 행사의 참석자는 8,000명에서 10,000명 사이였고, 애틀랜틱은 거의 20,000명에 달했다고 보도했다. AHA는 2016년 이성 집회도 링컨 기념관에서 공동 후원했다.

## 논란
2021년, 리처드 도킨스는 트위터에서 "2015년, NAACP의 백인 지부장인 레이철 돌레잘은 흑인임을 자처했다는 이유로 매도당했다. 어떤 남성은 여성으로, 어떤 여성은 남성으로 자처한다. 그들이 스스로를 자처하는 그대로라고 부인하면 당신은 매도당할 것이다. 토론해보라."고 말했다. 이 트윗으로 비판을 받은 후 도킨스는 "나는 트랜스젠더를 폄하할 의도가 없다. 내 학술적 '토론해보라' 질문이 그렇게 잘못 해석되었음을 알게 되었으며, 이에 대해 매우 유감스럽게 생각한다. 현재 이 문제를 악용하고 있는 미국 공화당 편협한 사람들과 어떤 식으로든 연합하려는 의도도 전혀 없었다."고 답했다.
이 발언에 대한 대응으로 미국 인본주의 협회는 1996년 도킨스에게 수여한 올해의 인본주의자 상을 철회했다. 리즌지의 로비 소에이브는 이 철회를 비판하며 "다양한 정통주의에 동의하지 않는 사람들을 처벌하려는 욕구 자체가 비자유적이다."라고 말했다.

## AHA의 올해의 인본주의자
AHA 웹사이트는 다음의 올해의 인본주의자 목록을 제공한다.
- 안톤 J. 칼슨 – 1953
- 아서 F. 벤틀리 – 1954
- 제임스 P. 워바세 – 1955
- 찰스 주드슨 헤릭 – 1956
- 마거릿 생어 – 1957
- 오스카 리들 – 1958
- 브록 치솜 – 1959
- 레오 실라르드 – 1960
- 라이너스 폴링 – 1961
- 줄리언 헉슬리 – 1962
- 헤르만 J. 뮐러 – 1963
- 칼 로저스 – 1964
- 허드슨 호글랜드 – 1965
- 에리히 프롬 – 1966
- 에이브러햄 H. 매슬로우 – 1967
- 벤저민 스포크 – 1968
- R. 버크민스터 풀러 – 1969
- A. 필립 랜돌프 – 1970
- 앨버트 엘리스 – 1971
- B.F. 스키너 – 1972
- 토마스 스자즈 – 1973
- 조셉 플레처 – 1974
- 매리 칼데론 – 1974
- 헨리 모겐탈러 – 1975
- 베티 프리댄 – 1975
- 조나스 E. 살크 – 1976
- 코를리스 라몬트 – 1977
- 마거릿 E. 콘 – 1978
- 에드윈 H. 윌슨 – 1979
- 안드레이 사하로프 – 1980
- 칼 세이건 – 1981
- 헬렌 칼디콧 – 1982
- 레스터 A. 키르켄달 – 1983
- 아이작 아시모프 – 1984
- 존 케네스 갤브레이스 – 1985
- 페이 워틀턴 – 1986
- 마거릿 애트우드 – 1987
- 레오 페퍼 – 1988
- 제럴드 A. 라루 – 1989
- 테드 터너 – 1990
- 워너 포르노스 – 1991
- 레스터 R. 브라운 – 1991
- 커트 보니것 – 1992
- 리처드 D. 램 – 1993
- 로이드 모레인 – 1994
- 메리 모레인 – 1994
- 애슐리 몬태규 – 1995
- 리처드 도킨스 – 1996; 2021년 취소[58]
- 앨리스 워커 – 1997
- 바버라 에런라이크 – 1998
- 에드워드 O. 윌슨 – 1999
- 윌리엄 F. 슐츠 – 2000
- 스티븐 제이 굴드 – 2001
- 스티븐 와인버그 – 2002
- 셔윈 T. 와인 – 2003
- 대니얼 데닛 – 2004
- 머리 겔만 – 2005
- 스티븐 핑커 – 2006
- 조이스 캐롤 오츠 – 2007
- 피트 스타크 – 2008
- PZ 마이어스 – 2009
- 빌 나이 – 2010
- 레베카 골드스타인 – 2011
- 글로리아 스타이넘 – 2012
- 댄 새비지 – 2013
- 바니 프랭크 – 2014
- 로렌스 M. 크라우스 – 2015; 2018년 취소[59]
- 자레드 다이아몬드 – 2016
- 애덤 새비지 – 2017
- 제니퍼 우엘렛 – 2018
- 살만 루슈디 – 2019
- 자레드 허프먼 – 2020
- 앤서니 파우치 – 2021
- 수상자 없음 – 2022
- 마이클 E. 만 - 2023
- 에이미 굿먼 – 2024

## 같이 보기
- 인본주의
- 세속적 인본주의
- 존 듀이
- 찰스 프랜시스 포터
- 버트런드 러셀
- 루이스 압피냐니
- 인문학 일반상 목록

## 더 읽을거리
- Garry, Patrick M. "When Anti-Establishment Becomes Exclusion: The Supreme Court's Opinion in American Legion v. American Humanist Association and the Flip Side of the Endorsement Test." Nebraska Law Review 98 (2019): 643+ .
- Hyde, M. Allison. "American Legion v. American Humanist Ass'n: Exempting Longstanding Governmental Religious Displays from Establishment Clause Scrutiny and How the Endorsement Test Could Have Prevented It." Maryland Law Review 79 (2019): 836+ online.
- Myers, Richard S. "American Legion v. American Humanist Association and the Future of the Establishment Clause." Ave Maria Law Review 19 (2021): 91–104. online 보관됨 9월 21, 2022 - 웨이백 머신.
- Pinn, Anthony B., ed. By these hands: A documentary history of African American humanism (NYU Press, 2001).
- Pinn, Anthony B. The end of god-talk: An African American humanist theology (Oxford University Press, 2012).